# حزب رابطة أبناء اليمن
حزب الرابطة،
- في سبتمبر 1940م، في الرواق العباسي، في الأزهر الشريف، تم الإتفاق على تأسيس «الكتيبة اليمنية الأولى» من عدد من طلبة المملكة المتوكلية اليمنية و(مستعمرة عدن ومحمياتها الشرقية والغربية؛ حيث كانت تحت الاستعمار البريطاني وحمايته؛ ولم تكن ضمن حدود المملكة المتوكلية اليمنية عند تسميتها بهذا الاسم على يد الإمام يحيى حميد الدين)، وكان أهم مؤسسيها العلامة الفقيد «محمد علي الجفري» مع كوكبة أمثال الفقيد «رشيد علي حريري»، والشهيد «محمد محمود الزبيري»، والفقيد «أحمد محمد نعمان». كان المأمول أن تنشط ضد الحكم الإمامي في المملكة المتوكلية اليمنية والاستعمار والتجزئة في مستعمرة عدن والمحميات الشرقية والغربية.
- في عام 1948م بدأت مشاورات في مستعمرة عدن بين من عادوا من دراستهم من القاهرة (كان منهم من تأثر بجماعة الإخوان المسلمين) وبغداد وغيرها لتأسيس حركة وطنية منظمة في مستعمرة عدن والمحميات الشرقية والغربية واختاروا رشيد الحريري أميناً عاماً ومتحدثاً رسمياً باسم الكيان (بعد أن أسس الزبيري والنعمان كياناً تنظيمياً يقتصر نشاطه فقط على اليمن لأسباب سياسية خاصة بتلك المرحلة وهي أن مصلحتهم في عدم تأييد حركة وطنية جنوبية تنادي بالاستقلال عن المستعمر البريطاني بالإضافة إلى محاولة ابعاد الاستعمار البريطاني لكل من يحاول نزع استقرارها من غير مواطني عدن حينها).
- في ديسمبر 1947م وتحت رعاية المغفور له السلطان علي عبدالكريم اجتمع كوكبة من الأعضاء المؤسسين أمثال العلامة محمد علي الجفري والأساتذة أحمد عبده حمزة ورشيد الحريري وغيرهم، واتفقوا على تكوين تنظيم سياسي باسم رابطة أبناء الجنوب العربي.
- وفي 1951م أصدر الانجليز قانوناً سمح بموجبه إنشاء النقابات والجمعيات الخيرية الأهلية. فانتهز المؤسسون لحزب الرابطة هذه الفرصة وأعلنوا في 29 ابريل 1951م إنشاء الرابطة كمنظمة مجتمع مدني حددوا أهدافها وغاياتها. وقد ساهم في تأسيسه شخصيات وطنية من أبناء (مستعمرة عدن والمحميات الشرقية والغربية)، وأيضاً من أبناء (المملكة المتوكلية اليمنية) الذين استوطنوا عدن أمثال: الأساتذة/علي محمد المقطري -أمين الصندوق- ومحمد علي الأسودي وعلي الأحمدي ومحمد أحمد شعلان، رحمهم الله.. وكان يهدف إلى تحقيق الاستقلال عن بريطانيا، وضمان وحدة أراضي عدن والمحميات الشرقية والغربية (المكونة في تلك الفترة من 23 سلطنة وإمارة ومشيخة إضافة إلى مستعمرة عدن) تحت اسم الجنوب العربي، وانتقال السيادة إلى الشعب.. هذه هي الأهداف التي أعلنها الحزب حينذاك؛ ولربما كان حزب الرابطة أول من أطلق مصطلح (اليمن الطبيعية) أو (الجنوب العربي الكبير) على كل من: المملكة المتوكلية اليمنية، والجنوب العربي، وسلطنة عمان، وهذا موثق في وثائقها منذ الخمسينات.
■ إن حزب الرابطة أطلق مصطلح: الجنوب العربي الكبير أو (اليمن الطبيعية) على (المملكة المتوكلية اليمنية، والجنوب العربي، وعُمان) ليُشير على أنه مصطلح (جهوي) لهذه الدول الثلاث؛ تماماً، كإطلاق مصطلح (الشام) على سوريا والأردن ولبنان وفلسطين.
■ إن حزب الرابطة يرى في الوحدة بين الدول العربية ككل قوة ومنعة ونهوضاً للإنسان والعمران، وأقرّ (الوحدة) من مبادئ دستور الحزب؛ وأن الوحدة العربية تسهم في التضامن الإسلامي. وعليه، فالحزب يسعى ويبارك ويؤيد الوحدات القُطرية العربية؛ ويرحب بإقامة الوحدة بين الجنوب العربي وأي دولة/دول عربية دون تخصيص دولة بذاتها، شريطة أن يسبقها استفتاء شعبي حر ضماناً لاستمرارها وصوناً لوجودها.
- في تلك الفترة المبكرة، وفي عنفوان الإمبراطورية البريطانية، كانت الرابطة هي المؤسسة للحركة الوطنية في الجنوب العربي.. وفي إطار عمل سياسي منظم على مستوى (كل) الجنوب العربي، وأخذت تنادي وتبشر وتنشر الوعي في أوساط الجماهير بضرورة الاستقلال ووحدة السلطنات والإمارات والمشيخات ومستعمرة عدن في كيان سياسي واحد هو الجنوب العربي. وكان الاستعمار يخطط لفصل عدن وربطها بالكومنولث البريطاني بعيداً عن مناطق الجنوب العربي، وكان يخطط لمستقبل آخر لحضرموت. وكان همّ الرابطة هو تحقيق الأهداف التي ذُكرت آنفاً.
- عندما استشعرت بريطانيا خطورة نشاط ودعوة الرابطة، قامت بنفي رئيسها الفقيد محمد علي الجفري، وأمينها العام الفقيد شيخان الحبشي في عام 1956 إلى مصر.. وفي عام 1958م هاجمت القوات البريطانية سلطنة لحج واحتلتها وكانت تهدف القبض على الزعيم الوطني محمد علي الجفري وإخوانه لكنه استطاع أن ينفذ إلى المملكة المتوكلية اليمنية وأخوه علوي إلى العوالق بينما ألقي القبض على أخيهما عبد الله الذي كان يتولى المعارف والصحة في لحج ونُقل ببارجة حربية إلى جزيرة سقطرى حيث قضي في منفاه ستة أشهر ثم بعد ذلك تم نفيه إلى مدينة تعز في المملكة المتوكلية اليمنية، كذلك تم نفي سلطان لحج الشخصية الوطنية علي عبدالكريم الذي كان مناصراً لحزب الرابطة، إضافة إلى عدد من قيادات الرابطة، ليكونوا بذلك أوائل المنفيين السياسيين في تاريخ الجنوب العربي المعاصر.
- في عام 1959م قامت الدبابات الإنجليزية بتدمير منازل بعض قيادات الرابطة في منطقة العوالق العليا.. وفي عام 1960م صبت الطائرات البريطانية حممها من القنابل والصواريخ على كور العوالق طوال عام كامل، وطاردت وحاصرت كل «الانتفاضات» المسلحة التي كانت تدعمها الرابطة في العديد من مناطق الجنوب العربي مثل الصبيحة والضالع ويافع والعواذل ودثينة وباكازم وبيحان.
على الصعيد السياسي نقلت الرابطة قضية الاستعمار في الجنوب العربي إلى كل المحافل العربية والدولية وأدخلت القضية إلى الأمم المتحدة منذ عام 1959 م وخاضت نضالاً واسعاً حتى صدرت قرارات الأمم المتحدة في عام 1963 م الملزمة لبريطانيا باستقلال الجنوب العربي وضمان وحدة أراضيه وانتقال السيادة لشعبه، وتلك بالنص كانت مطالب حزب الرابطة (وكل ذلك موثق في وثائق الأمم المتحدة).
- تضافرت ظروف سياسية عربية ودولية أدخلت الجنوب العربي في دوامة الصراع العربي والدولي وأحبطت جهود قواه الوطنية. تسلمت الجبهة القومية الحكم «منفردة» من بريطانيا بموجب معاهدة الاستقلال بتاريخ:29 نوفمبر 1967م الموقعة في جنيف، والتي نصت مادتها الأولى على استقلال "الجنوب العربي" في 30 نوفمبر 1967م، وفي مادتها الثانية تضمنت إرادة رسمية من الجبهة القومية بتسمية الدولة بـ"جمهورية اليمن الجنوبية الشعبية". ثم لاحقاً غيروا الاسم إلى "جمهورية اليمن الديمقراطية الشعبية"، وأعلنت «إلغاء» الآخرين، ثم جاء الحزب الاشتراكي اليمني كامتداد للجبهة القومية، وأدخل البلاد في تجربة دموية ماركسية ثم أدخلها في تجربة إعلان وحدة متهورة، بلا أسس مدروسة تصونها وتحافظ عليها، مع الجمهورية العربية اليمنية عام1990م.
ظلت قيادة الرابطة الرئيسية في المنفى طوال مرحلة حكم الجبهة القومية والحزب الاشتراكي (مايقرب من 23 سنة) وتعرض أعضاء الرابطة وأنصارها في الداخل للاضطهاد والسجن والقتل طيلة تلك الفترة. وقد حاولت الرابطة تغيير دفة الأمور في الجنوب العربي بكل الوسائل، ولكن الجنوب العربي وقع ضحية لــ«جهل» حكامه الجدد، وضحية للصراعات الإقليمية والدولية، وضاع صوت العقل والحكمة.
- عندما انتهت المزايدات حول الوحدة اليمنية وأعلنت الخطوات العملية لتحقيق الوحدة، كانت قيادة الرابطة المبادرة بالتأييد عند إعلان اتفاق عدن في نوفمبر 1989م وانتقلت بالفعل إلى داخل العاصمة صنعاء أوائل 1990م، وتم تعديل اسم "حزب رابطة أبناء الجنوب العربي" ليصبح «حزب رابطة أبناء اليمن (رأي)» ليشمل نشاطه القانوني الساحة اليمنية كلها، من جهة؛ ومن جهة أخرى لحظر قانون الأحزاب التسميات السابقة لأن اتفاق إعلان الوحدة اليمنية نص على انصهار الشخصيتين الاعتباريتين للدولتين في شخصية اعتبارية واحدة هي الجمهورية اليمنية.
كان حزب الرابطة أحد أحزاب المعارضة الرئيسية في الساحة اليمنية منذ إعلان الوحدة «التقاسمية» بين الحزبين الحاكمين.. وكانت الآمال الكبيرة في تعزيز الوحدة وتطوير التجربة الديمقراطية وتهيئة الأجواء لانطلاق عملية التنمية الاقتصادية في طول البلاد وعرضها، ولكن هذه الآمال الكبيرة أجهضت بالصراعات بين حزبي «القسمة» وبلغت ذروتها بوقوع الحرب صيف 1994 م، وإعلان جمهورية اليمن الديمقراطية كنتيجة للحرب. وكان الأمل إعادة الوحدة على أسس صحيحة وهذا ما دعا له طوال أيام الحرب.
كنتيجة لحرب صيف 1994م اضطر الكثير من قيادات حزب الرابطة «رأي» للنزوح إلى خارج الوطن، وحدث «زلزال» في جسم الرابطة، كما هو في جسم الوطن ككل، لكن الحزب تمكن من اجتياز هذه المحنة، وتمت إعادة تسجيله وتماسكه وتفعيله كأحد أهم الأحزاب المعارضة الشرعية السلمية في اليمن.
مارس الحزب عمله السياسي عقب محنة 1994م داخل الوطن اليمني وفي المنافي الإجبارية منطلقاً من مبدأين أساسيين هما: العمل تحت راية الوحدة اليمنية مواصلاً نضاله لإرساء أسس وضمانات استمرارها، والعمل السياسي بالوسائل الحضارية السلمية دون اللجوء لأي شكل من أشكال العنف المادي أو المعنوي، العنف في الممارسة أو في القول.. وشكل مع فصائل وطنية أخرى وشخصيات معارضة الجبهة الوطنية للمعارضة (موج) التي زاولت معارضتها السلمية من خارج الوطن وداخله، حتى أعلن تجميد نشاطها منتصف عام 2000 م.
واصل حزب رابطة أبناء اليمن (رأي) خلال الفترة المنصرمة جهوده لجمع صفوف المعارضة اليمنية، فأطلق أكثر من دعوة، ودعا لأكثر من لقاء، ووضع وثيقة أساسية (رؤية لتضافر جهود المعارضة اليمنية).. كما واصل جهوده من أجل حكم محلي كامل الصلاحيات باعتباره أحد أهم مرتكزات الإصلاحات الشاملة في اليمن حيث قدم مشروعاً متكاملاً (مشروع قانون الحكم المحلي) من إعداد نخبة من الأكاديميين والأخصائيين من الحزب وخارجه، نضم له ورشة عمل شارك فيها قيادات الأحزاب ومنظمات المجتمع المدني ومفكرون وأكاديميون وتمخض عنها تشكيل لجنة وطنية لصياغة (مشروع وطني شامل)، واستضاف الحزب هذه اللجنة في مقره لأكثر من ستة أشهر أنجزت في ختامها المشروع.. كما قدم الحزب رؤية غنية ومتكاملة للنظم الانتخابية الأكثر انتشارا في العالم مركزاً على خيار الحزب (الانتخاب بالقائمة النسبية)، وقدمت هذه الدراسة الموسعة إلى ورشة عمل عقدت في صنعاء وشارك فيها قيادات الأحزاب ومنظمات المجتمع المدني ومفكرون وأكاديميون، وناشطون من مختلف ألوان الطيف السياسي.
في 7 نوفمبر 2005 م قدم حزب الرابطة واحدة من أهم الوثائق الفكرية المتمثل في (مشروع حزب الرابطة للإصلاحات الشاملة في اليمن) وهو دراسة شاملة لكل قضايا الإصلاح تضمنت تحليلاً للأوضاع القائمة والاختلالات الموجبة للإصلاحات وأهميتها في حاضر ومستقبل اليمن والمنطقة والعالم، كما تضمنت تأصيلاً للعديد من القضايا الجوهرية الهامة، وكذا أسس وهياكل المخرجات المتوخاة من عملية الإصلاحات الشاملة، واختتمت بشرح مستفيض لعدد من الآليات والخيارات الهامة لتنفيذ الإصلاحات.. وقدمت هذه الوثيقة إلى القوى الوطنية لدراستها وإثرائها، وما زالت تمثل إحدى أهم الوثائق الوطنية في التاريخ المعاصر.
في سبتمبر 2006م وفي خضم المعترك السياسي الأهم (الانتخابات الرئاسية) عادت قيادة الحزب إلى أرض الوطن منهية حالة الشتات التي عانتها، لتبدأ مرحلة محورية من إعادة بناء الحزب، وتطوير هيكليته لتواكب التطورات الراهنة.
■ استمر حزب الرابطة بتقديم المبادرات الإصلاحية.
■ في المقابل استمرأ نظام صنعاء والقوى اليمنية اقتسام السلطة والنفوذ بينهم، والنظرة الاستتباعية لشعب الجنوب العربي كفرع من أصل وجزء من كل؛ واستهتروا بالقضية الجنوبية، رغم تحذير حزب الرابطة من تطاول جدران الكراهية بين الشعبين.
■ استنفد حزب الرابطة كل جهد إصلاحي؛ وأيقن أن لا جدوى البتة من الاستمرار في الوحدة اليمنية مع نظام صنعاء.
■ ترافق مع هذا الواقع تصاعد القضية الجنوبية، التي بدأت بمطالب حقوقية، واخترقت سقف الوحدة اليمنية؛ وأصر غالبية الجنوبيين على الانفصال في دولة مستقلة على حدود ما قبل 22 مايو 1990م.
■ دعا الأمين العام لمجلس التعاون الخليجي إلى اجتماع بتاريخ:18/12/2012م في مقر الأمانة العامة بالرياض، ضم حوالي 60 شخصية جنوبية من جميع الأطراف السياسية بما فيهم قيادة حزب الرابطة، قدموا مذكرة يطالبون مجلس التعاون بدعم حل القضية الجنوبية بما يؤدي إلى قيام دولة مستقلة على أساس فيدرالي تراعى فيه خصوصيات كل المحافظات الجنوبية الست وفقاً للمعايير الدولية.
■ استمر حزب الرابطة بتبنّي القضية الجنوبية بتوصيفها أنها قضية وطن وهوية، وليست قضية سياسية تحتمل التسويات.
■ ثم أعلن الحزب بياناً رسمياً بالعودة لإسمه الأول (حزب رابطة الجنوب العربي الحر"الرابطة") بتاريخ:1/2/2014م. ثم عند قيام المجلس الانتقالي الجنوبي في 11/5/2017م بادر حزب الرابطة بدعمه، ومشاركة الرابطيين ممثلين عن محافظاتهم في عضويته.

## الاتجاهات الأساسية لنهج الحزب
يمارس نشاطه السلمي في مختلف محافظات اليمن، سابقاً، على ضوء التوجهات والرؤى السياسية والاقتصـادية التالية:
- نعتقد أن أهم مايُميز مواقف ومبادئ وبرامج حزب رابطة أبناء اليمن «رأي» السياسية والاقتصادية والفكرية، منذ التكوين، هو نظرته الموضوعية لأهمية الوحدة المبنية على أسس تضمن استمرارها وترسيخها، و«الاعتدال» و«الوسطية»، وعدم التطرف، ونبذ العنف، ويمكن العودة لوثائق الرابطة وأدبياتها منذ التكوين للتأكد من هذه الحقيقة ويمكن العودة إلى الخطوط العريضة لبرنامج حزب الرابطة «راي» الذي أقر في المؤ تمر العام الثامن للرابطة والذي انعقد في العاصمة صنعاء في شهر فبراير1992 م ويمكن أيضاً العودة لبرنامج الرابطة الانتخابي الذي أعلن في عام 1993 م ويمكن أن نقف هنا أمام «محطات» و«معالم» رئيسية تميز منهج وفكر حزب رابطة أبناء اليمن في الجوانب السياسية والاقتصادية والفكرية.
- حزب الرابطة «رأي» إسلامي العقيدة في إطار الرؤية الإسلامية المستنيرة الصافية المعتدلة المتسامحة- بعيداً عن التطرف والعنف- والموعظة الحسنة البعيدة عن الفظاظة والشدة والتي تقبل بالحوار مع الآخر.
- الإسلام في مفهوم الرابطة هو دين العقل والعلم والعدل والاعتدال والتسامح «أدع إلى سبيل ربك بالحكمة والموعظة الحسنة وجادلهم بالتي هي أحسن» صدق الله العظيم. وهو الدين القادر على التعامل مع العصر ومعطياته وعلى التعايش معها.
- يؤمن حزب الرابطة «رأي» بأنتهاج سياسة السوق والحرية الاقتصادية ورفض الاحتكار مع ضرورة تكافؤ الفرص وإعطاء مجال واسع للقيم الاجتماعية والتكافل الاجتماعي لحماية الطبقات الفقيرة من أي جموح أو طغيان لآلية السوق وذلك بتطبيق نظم الرعاية الاجتماعية والصحية وتوفير فرص العمل ورفع الكفاءة المهنية والتأهيل بما يساعد على الوفرة والجودة وعلى رفع مداخيل الطبقات الفقيرة وبما يساعد على توسيع مساحة الطبقة المتوسطة التي تمثل الحزام الناقل للتنمية.. وهذا هو خط الرابطة الأساسي - الذي تبنته الرابطة منذ التأسيس - والذي يُطلق عليه العالم اليوم «الطريق الثالث» وهو يدرأ كل عوامل وأسباب الصراع الطبقي المبني على الحقد والحسد.
- يؤمن حزب الرابطة «رأي» بضرورة إيجاد منظومة حكم متماسكة كضرورة حتمية في هذه المرحلة تقيم التوازن الفعلي بين مناطق الوطن وفئات المجتمع، والتوازن المطلوب ليس توازن «القوة العضلية أو المسلحة» الذي يقود إلى الصراع والصدام.. وإنما توازن المصالح السياسية والاقتصادية والإجتماعية.. وقيام حكم محلي واسع الصلاحيات يشكل صمام الأمان للوحدة وعامل الترسيخ لجذورها.. لما يحققه من مشاركة شعبية واسعة في الحكم تزرع الشعور بالانتماء للوطن الواحد والنظام الواحد.
- يؤمن حزب الرابطة «رأي» بالانتخابات بالقائمة النسبية.. وبذلك يصبح أعضاء مجلس النواب، أو مجلس الشورى أو المجالس المحلية ممثلين لكل الشعب.. بمعنى أن كل صوت سيصبح له مَنْ يمثله، أما الانتخابات الفردية، وفقاً لما هو سار في بلادنا الآن، فنجد أن المرشح الناجح يُمثل معدل 10% من سكان دائرته.. وبالتالي يحقق حكم الأقلية لا الأغلبية.
- يؤمن حزب الرابطة «رأي» بضرورة وجود قضاء مستقل نافذ يحقق العدل والأمن والاستقرار.. كما يؤمن من جانب آخر بضرورة وجود «مجلس الشورى.. المكمل لمجلس النواب.. وكلاهما منتخب انتخاباً مباشراً من الشعب.. الأول على أساس التساوي التمثيلي للمحافظات أو المناطق والثاني على أساس سكاني.
- يرفض حزب الرابطة «رأي» العنف بكل أشكاله وألوانه.. ويؤمن بأن الحوار هو الوسيلة الحضارية المثلى لحل كل الاشكاليات (وجادلهم بالتي هي أحسن).. ورفضه للعنف يشمل عنف الكلام وبذاءة الألفاظ وجفائها، وتطرف الفكر والطرح، وظهور النزعات المذهبية المتطرفة والعنيفة - الغريبة عن مجتمعنا - والمعتمدة على التكفير والتشريك، كذلك عنف الممارسات السلطوية سواء أكانت قولاً أو قمعاً أو قانوناً يثير الناس ويهدد حقوقهم ويُضيق على حرياتهم في القول أو الحركة أو فساد يمتص قوتهم أو تسيباً إدارياً يُعقد قضاياهم ويضيع حقوقهم.. أو أحكاماً جائرة ظالمة تستفز مشاعرهم وتسلب حقوقهم.. أو عدم نفاذ لأحكام عادلة تضيع بسببه الحقوق ويتولد القهر والغبن.. أو ممارسات تمييزية على أساس مناطقي أو حزبي، كل تلك مسببات ودوافع للعنف
- يؤمن حزب الرابطة «رأي» بـضرورة «استقلالية» الإعلام الرسمي عن الحكومة بحيث تتولاه هيئة مستقلة يخضع أعضاؤها للقانون وليس للحكومة.. كما يؤمن بجهاز للخدمة المدنية «مستقل» عن الحكومة.. ويؤمن بالتعـددية والديمقراطية والتداول السلمي للسلطة.. ويؤمن بدور حي وفعّال للمرأة في المجتمع اليمني.
- إن الحوار الذي يؤمن به حزب «رأي» هو الحوار الذي لايستثني أحداً.. بل يجب أن يشمل كل فئات المجتمع الفاعلة السياسية والاجتماعية والاقتصادية والدينية فهو حوار وطني يهدف إلى إصلاح الخلل الكبير الذي يجتاح حياة شعبنا في كل مناحيها.. إن الحوار هو أسلوب العصر.. وبدون حوار العقول وانفتاح القلوب فإن البديل هو تجدد الصراعات والتمزق وحوار السلاح وانفتاح فوهات النار.. والتي لم تجلب لشعبنا في الماضي إلاّ المحن والمآسي والجراح والتمزق في النفوس.. ولن تحصد في المستقبل إلاّ مزيداً من التمزق والخوف والجوع.
- إن الفكر الرابطي كان سباقاً ورائداً في طرح الرؤى الوطنية.. وإن كانت الظروف في المراحل السابقة لم تمكنه من آليات ووسائل الدفع بتلك الرؤى إلى مراحل التنفيذ.. فإن حزب «رأي» اليوم قد أهّل نفسه ومستمر في رفع كفاءة التأهيل من أجل المساهمة الفاعلة في الدفع بتلك الرؤى الوطنية الرائدة إلى مراحل التنفيذ.
- حزب الرابطة «رأي» هو حزب العصر والأصالة، حزب العصر لإيمانه وفهمه لمقتضيات العصر وتطوراته وتشابك مصالح دوله وشعوبه.. ودور الدولة أو الحكم في العصر الحديث والذي يشبه دور الشركة المساهمة التي يملك أسهمها كل الشعب.. والتي يرعى مجلس إدارتها «الحكومة» وممثلو المساهمين «المجالس المنتخبة محلياً أو على مستوى الوطن» مصالح المساهمين وقضاياهم الأمنية والمعيشية والاجتماعية والتعليمية والصحية وكافة الخدمات...إلخ. ويتلاشى تدريجياً دور الحكومة السلطوية المتحكمة في المصائر والوصية على الناس ولو بموجب توكيل انتخابي - ويتم استبدال التسلط والوصاية ليحل محلها الإدارة وتمثيل المساهمين الذين من حقهم أن يستبدلوا ممثليهم كمساهمين لا كمحكومين.
- تلك هي رؤية العصر والمستقبل التي يدركها حزب «رأي» والأصالة تنبع من أن حزب «رأي» جنوبي عربي الهوى والهوية والمنشأ والتربية.. ذاتي الحركة.. مستقل في فكرة وحركته.. لا وصاية عليه من أحد ولم تنشئه دولة أو جهة من خارج الجنوب العربي.. ولم يرتهن - نشأة وفكراً ووجداناً - لأي جهة.. فمنبعه الجنوب العربي ومصلحته مصلحة الوطن.. يُدرك تاريخه ودوره في هذا التاريخ.. ودوره في هذا العصر.. ويتفاعل مع العصر وشروط التعامل معه.
- يفتخر حزب رابطة أبناء اليمن «رأي» بدور «الريادة» التي تمت على يد رواد الحركة الوطنية بتأسيسهم الحزب باسم حزب رابطة أبناء الجنوب العربي منذ نهاية الأربعينيات ومطلع الخمسينيات.. فكان الرائد نشأة وطرحاً وفكراً ورؤى في كل المراحل.
- فحزب «رأي» هو أول من طرح أهمية «حيادية» رئاسة الدولة اليمنية في أول اجتماع لمجلس رئاسة الوحدة مع الأحزاب (في شهر نوفمبر 1990 م) لأهمية هذا الأمر في إبعاد رئاسة الدولة عن الصراع الحزبي وأهمية دورها في تحييد أجهزة ومؤسسات الدولة ومالها العام.. خاصة في فترة التكوين للدولة وللممارسة الشكلية للديمقراطية.
- وحزب «رأي» هو أول من أنشأ تقليداً، لترسيخ الديمقراطية في أطره، لم يسبقه إليه أحد ولم يلحقه فيه أحد.. عندما طلب رسمياً من المحكمة العليا أن تشرف على الانتخابات في مؤتمر الحزب الثامن - في العاصمة صنعاء في عام 1992م - وهو ما تم بالفعل. ثم دعا المحكمة ذاتها الإشراف على انتخابات مؤتمره العام التاسع في عدن يناير2009 م لكنها اعتذرت مبررة بأنه ليس من مهامها.
- حزب «رأي» أول من أرسى الشفافية في العمل الحزبي، ولم يلحقه حتى الآن أحد، عندما أتاح - للجميع - كل وقائع مؤتمره الحزبي الثامن - وبكل تفاصيله ووقائعه، ابتداء من الافتتاح مروراً بجلسات النقاش والإقرار للوثائق وعملية الانتخابات لقيادته وانتهاء بالختام، وذلك عبر أشرطة تسجيلية بالصوت والصورة نزلت إلى الأسواق لتكون في متنـاول كل مهتم.
- حزب «رأي» أول حزب في اليمن قاطبة يعطي للمرأة حقها في القيادة ولم تصل المرأة في أي بلد عربي المركز القيادي الذي وصلت إليه في حزب «رأي» حيث وصلت إلى مركز مساعد رئيس الرابطة ومساعد الأمين العام.
- حزب «رأي» أول حزب أقام مراكز لتأهيل المرأة ومحو الأمية.. وتعليم اللغة الإنجليزية والطباعة والخياطة وغيرها. وهي المراكز التي تم نهبها في عدن وصنعاء أثناء الحرب الظالمة في صيف 1994 م.
- حزب «رأي» هو الحزب الوحيد الذي قدم حلولاً، تفصيلية وعملية للمشاكل الناتجة عن التأميم والمصادرات في جمهورية اليمن الديمقراطية الشعبية وقدمها إلى الرأي العام في كتاب بعنوان «المالك والمنتفع عينان في رأس» بحيث راعى الحق الشرعي للمالك دون إغفال رعاية المنتفع المقهور وحل مشكلته.. ولم يستجب لها من بيدهم السلطة (قبل الحرب ولا بعدها).
- حزب «رأي» هو الحزب الذي يضع البديل لما يعارضه مما تطرحه الحكومة.. ومشروع قانون الحكم المحلي أبرز تلك القضايا.

## هيكل الحزب وتكويناته
أ - يتكون هيكل الحزب بالتسلسل الهرمي التالي:
- رئيس الحزب.
- الأمين العام للحزب.
- لجنة تنفيذية (17 عضواً).
- هيئة مركزية (96 عضواً) يضاف إليهم رؤساء فروع الحزب في المحافظات (فروع الرجال وفروع النساء) أعضاء مرشحين لهم كامل حقوق العضوية عدا الترشيح والانتخاب.
- المؤتمر العام للحزب (يٍعقد كل خمس سنوات) في ظل الظروف العادية.
ب - اللجنة التنفيذية (بما فيها الرئيس والأمين العام) هي بمثابة الأداة الديناميكية التنفيذية اليومية للحزب وتنقسم إلى عدة أجهزة أو مكاتب (كالجهاز التنظيمي.. وجهاز الإعلام والدراسات والمتابعة..) إلى جانب جهاز «الأمانة العامة» وتجتمع رسمياً مرة في الأسبوع.. أما الهيئة المركزية فهي الهيكل القيادي الأوسع للحزب وتجتمع مرة كل ثلاثة أشهر في الظروف العادية وهي من ينتخب اللجنة التنفيذية ويضع الإستراتيجية لحركة ونشاط الحزب ويتابع ويحاسب اللجنة التنفيذية إلى جانب صلاحيات تشريعية محددة من إجراء التعديلات الضرورية للنظام الداخلي في الفترة بين مؤتمري الحزب.
ج - يحدد النظام الداخلي اختصاصات ومهام الرئيس.. والأمين العام واللجنة التنفيذية والهيئة المركزية.. (وتتم مراجعة هذا النظام وتعديله في كل مؤتمر عام للحزب).
د - عانى حزب الرابطة - ولايزال - من تشتت قياداته وقواعده بين المنافي المختلفة والوطن منذ بدء نفي قياداته عام 1956 م وحتى عام 1989 م فقد تم نفي الرواد والمؤسسين في الخمسينيات والستينيات من قبل الاستعمار البريطاني واستمر النفي (لما يقرب من ربع قرن) من قبل النظام الثوري التقدمي الذي تولى السلطة بعد الاستقلال وحتى قيام الوحدة في 1990 م.
ثم جاءت كارثة حرب 1994 م لتكون سبباً لنزوح المئات من قيادات وكوادر الرابطة إلى خارج الوطن ومحنة النفي هذه لاشك أنها قد أثرت في بعض المراحل.. وفي نفس الوقت رفعت كفاءة الكثير من قياداته وكوادره علمياً وتجربة وانفتاحاً على العصر وتجاربه وفهماً لمعطياته وقدرة على التعامل والتعايش مع مختلف الظروف والتناقضات.

## مؤتمرات الحزب
- المؤتمر العام الأول لحزب الرابطة عُقد في مدينة عدن في عام 1951 م.
من الجدير ذكره أن انعقاد المؤتمر العام كان سنوياً تطبيقاً لقانون المنظمات الأهلية الصادر عام1951م الذي بموجبه سُمح بإنشاء الرابطة كمنظمة مجتمع مدني؛ ثم بعد نفي القيادات الرابطية وبقاؤها في المنافي استقر الرأي في قيادة الحزب في المنفى وتأييد أعضائها في الداخل بأن تكون الرابطة كحزب سياسي ليتمكن من تمثيل الجنوب العربي في المؤسسات الدولية مثل جامعة الدول العربية وجمعية الأمم المتحدة ومؤتمر باندونج والمنظمة الأفروآسيوية وغيرها، وينعقد مؤتمره العام كل خمس سنوات.
- المؤتمر العام الثاني لحزب الرابطة عُقد في مدينة عدن في عام 1952 م.
- المؤتمر العام الثالث لحزب الرابطة عُقد في مدينة عدن في عام 1953 م.
- المؤتمر العام الرابع لحزب الرابطة عُقد في مدينة عدن في عام 1954 م.
- المؤتمر العام الخامس لحزب الرابطة عُقد في مدينة عدن في عام 1955 م.
- المؤتمر العام السادس لحزب الرابطة عُقد فــي مدينة عدن في عام 1957 م. (ثم تم النفي لقيادة الرابطة إلى خارج الوطن من قبل الاستعمار البريطاني.. وتعرض أعضاء الرابطة وأنصاره داخل الوطن للاضطهاد والاعتقال.. واستمر نفس الوضع بل أسوأ في ظل النظام الوطني «الثوري» قبل قيام الوحدة اليمنية).
- المؤتمر العام السابع لحزب الرابطة (والذي كان بمثابة تحول داخل الحزب) انعقد في الوطن (سراً وفي المنافي في الوقت نفسه وتم تجهيز الوثائق وأسماء المرشحين إلى كل المواقع. ثم جمع الأصوات وفرزها - في ظروف استثنائية - في شهر نوفمبر 1986 م.. وهو الذي جاء بالأستاذ عبد الرحمن علي الجفري كرئيس للحزب.. ومحسن محمد بن فريد كأمين عام.. مع مجموعة من خيرة شباب حزب الرابطة كهيئة مركزية.
- المؤتمر العام الثامن لحزب الرابطة عُقد في العاصمة صنعاء في فبراير 1992 م وعقد تحت إشراف المحكمة العليا.. ونُقلت وقائعه كاملة على أشرطة الفيديو.. وانتخبت خمس نساء في قمة القيادة الرابطية اثنتان منهن مساعدات للرئيس ومساعدتان للأمين العام.
- المؤتمر العام التاسع للحزب عُقد في عدن النور في يناير 2009 م، وتمخض عن انتخاب قيادة جديدة للحزب نسبة التجديد فيها تجاوزت أكثر من 60% منهم من الدماء الشابة، وتزيد نسبة الكوادر النسائية في التشكيلة عن 20% وفقاً لما ألزم الحزب نفسه به في نظامه الداخلي، والذي ينص على أن تحتل المرأة نسبة لا تقل عن 20% من كل تكوينات الحزب وأطره

## مشاريع ورؤى حزب رابطة أبناء اليمن «رأي» / حزب رابطة الجنوب العربي الحر(الرابطة)
- مشروع قانون الحكم المحلي كامل الصلاحيات وذلك في 15 ديسمبر 1997م.
- مشروع الإصلاح الوطني الشامل وذلك في 7 نوفمبر 2005م.
- رؤية للسياسات الداخلية والخارجية في 17 يناير 2008م.
- المبادرة الوطنية لحل الأزمة اليمنية وذلك في 8 يونيو 2009م.
- مبادرة الفيدرالية بين الشمال والجنوب وذلك في 6 مارس 2010م.
- مبادرة حل أزمات الوطن، الصرخة الأخيرة، الشروط التسعة، وذلك في 20 يناير 2011م.
- السفر إلى المستقبل، بتاريخ:15 يناير 2012م.
- "وثيقة الاصطفاف الجنوبي الواسع" بتاريخ:17 ابريل 2012م.
- مشروع استقلال الجنوب العربي - خارطة الطريق 22 أغسطس 2013م.
- رؤية للقضية الجنوبية، باللغتين العربية والانجليزية، بتاريخ:31 مايو 2015م، تم تقديمها في مؤتمر بروكسل.
- كلمة رئيس حزب الرابطة في مؤتمر بروكسل، باللغتين العربية والانجليزية، بتاريخ:23 يونيو 2015م.
- القضية الجنوبية، وملخصها، باللغتين العربية والانجليزية، بتاريخ:4 مارس 2016م.
- مرتكزات قضية الجنوب العربي ودولته، باللغتين العربية والانجليزية، بتاريخ:5 ديسمبر 2016م.

## المواقع الإلكترونية
- www.salparty.org